# Alegre (kommun)
Alegre är en kommun i Brasilien.   Den ligger i delstaten Espírito Santo, i den sydöstra delen av landet, 900 km sydost om huvudstaden Brasília. Antalet invånare är 30 784.
Följande samhällen finns i Alegre:
- Alegre

Omgivningarna runt Alegre är huvudsakligen savann. Runt Alegre är det ganska glesbefolkat, med 30 invånare per kvadratkilometer.